# 小行星7457
小行星7457（英語：7457 Veselov）是一颗围绕太阳公转的小行星。1982年9月16日，柳德米拉·切爾尼赫在克里米亚发现了此天体。
这颗小行星的绝对星等为338.8045305107059等。